# Шарпаевка
Шарпаевка — слобода в Тарасовском районе Ростовской области.
Входит в состав Колушкинского сельского поселения.

## География

### Улицы
| - ул. Вошедского, - ул. Ленина, - ул. Мира, - ул. Молодёжная, - ул. Октябрьская, | - ул. Советская, - ул. Спортивная, - ул. Труда, - ул. Школьная. |

## История
-В 1759 году была построена Погореловская мельница после того, как на это было получено станичное позволение. Её построил казак Сергеев, согласившись на условие, что помимо мельницы, никакие хутора и прочие сооружения и объекты вблизи мельницы находиться не должны. Это условие соблюдалось, пока он был жив. Его вдова решила продать мельницу и воплотила задуманное в 1761 году. Покупателем был Степан Ефремов.
Когда бывший войсковой атаман Ефремов умер, его жена Меланья Карповна поселила там 121 душу мужского пола и 82 души женского пола. Люди были поселены на земли Усть-Белокалитвенской станицы.  Казаки, проживающие на Усть-Белокалитвенской станице, встретили переселение крестьян недовольством. В связи с этим было решено найти для проживания крестьян, принадлежащих Ефремовым, другое место. Войсковая канцелярия распорядилась о переселении людей, принадлежащих Ефремовой и живущих поблизости мельницы. Это произошло 5 августа 1798 года. Меланья Карповна Ефремова написала прошение о выделении ей земли близ слобод Большинской и Степановской на балке Ореховой, чтобы выполнить это требование.
В 1799 году Войсковой канцелярией ходатайство Ефремовой было удовлетворено. Появилось распоряжение о выделении Ефремовой территории в устье балки Ореховой, впадающей в Калитву. Там следовало обустроить поселок.
Вдова, старшинская жена Мария Степановна Машлыкина (в девичестве — Ефремова), получила в наследство от своих родителей — матери, бывшей войсковой атаманши Меланьи Ефремовой и отца, войскового атамана Степана Ефремова участок и имение. Факты, подтверждающие эту информацию, можно найти в прошении Марии Машлыкиной от 26 июня 1814 года.
И хотя процесс переселения крестьян был начат, по состоянию на 1814 год при Погореловской мельнице все равно оставался господский двор и три семьи. Люди, которых переселяли, отправлялись на новое место жительство — на территорию балки Таловой. В этом же месте уже проживали люди, имеющие отношение к слободе Степановке-Большинской. Они перешли в наследство по разделу умершему брату М. С. Машлыкиной Даниилу. После его смерти оказались в распоряжении вдовствующей жены, полковницы Евдокии Екимовны Ефремовой. А М. С. Машлыкина начала ходатайство о наделении её отдельным земельным участком. В 1814 году просьба Машлыкиной была удовлетворена Войсковой канцелярией. Ей выделили землю на балке Ореховой.
А слободу Шарпаевку стали наносить на карты Земли войска Донского с 1802 года. В 1806 году, согласно клировым ведомостям, было ясно, что в этот период на расстоянии 7 верст от слободы Большинской, существовал хутор, который принадлежал полковнице Марфе Степановой Машлыкиной. Хутор носил название Таловского, дворов в нём насчитывалось 27. На территории хутора проживало 97 мужских душ и 85 женских душ. 
На момент отмены крепостного права и проведения выкупной операцией слободой Шарпаевской (она же Таловская) владели двое. Первая владелица - жена штабс-капитана Исаева Ульяна Николаева, получившая имение в наследство от отца подполковника Николая Степановича Ефремова, который являлся внуком войскового старшины Степана Даниловича Ефремова. И вторая владелица - жена есаула Прасковья Алексеевна Миллер, которая получила имение от отца полковника Алексея Андреевича Мартынова, который был племянником второй жены графа Матвея Платова, а первая супруга графа была дочь войскового старшины Степана Даниловича Надежда Степановна Ефремова.
В 1871 году в этом поселении была построена Церковь Донской иконы Богоматери. Метрические книги начала XX века называли Шарпаевку хутором, иногда посёлком Таловкой. В 1915 году современной Шарпаевой назывался Талово-Исаевский посёлок Талово-Калитвенской волости. В нём насчитывалось 240 дворов, 1076 женщин и 1059 мужчин. Территория слободы Шарпаевки располагалась на расстоянии 60 верст от окружной станицы и была расположена при реке Калитве.

## Население
| 2010 |
| ---- |
| 455  |

### Известные люди
В слободе родился Греков, Митрофан Борисович (1882—1934) — советский художник-баталист.
В слободе родился Колесников Пётр Кондратьевич (11.6.1905 -28.01.1997 ),  Герой Социалистического Труда ( 19.10.1983 г.)